# Rezerwat przyrody Zielona Góra (województwo wielkopolskie)

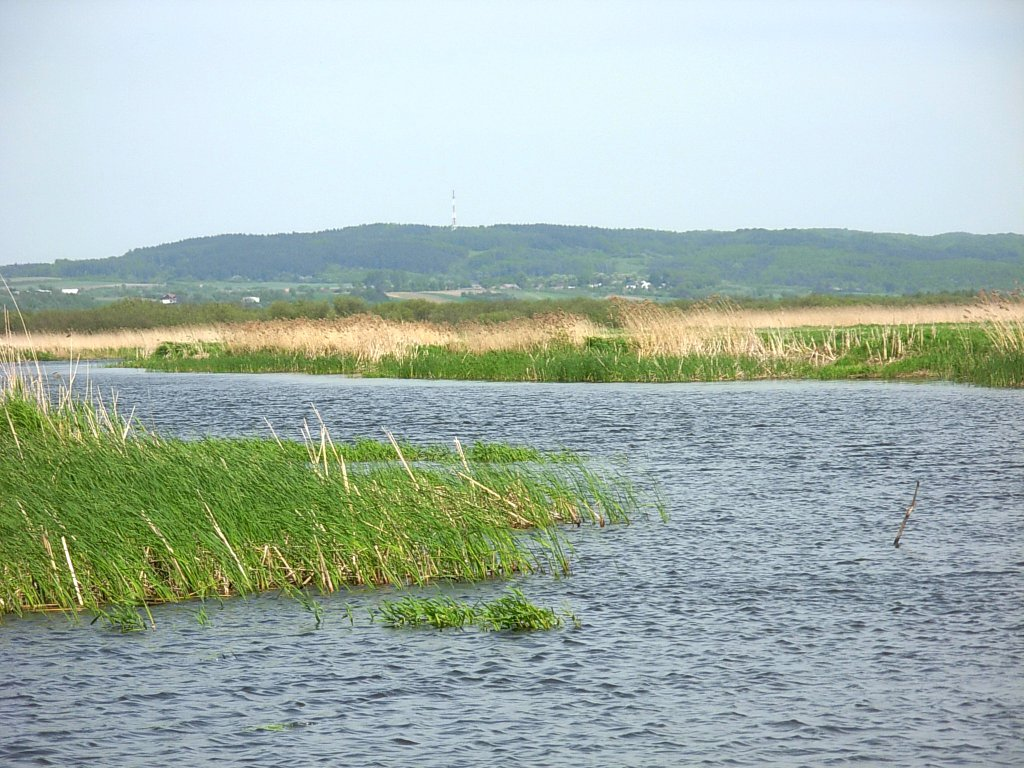
Rezerwat (w oddali) widoczny z brzegu rzeki Noteć

Rezerwat przyrody Zielona Góra – rezerwat leśny o powierzchni 96,09 ha, położony w województwie wielkopolskim, powiecie pilskim, gminie Wyrzysk.
Rezerwat utworzono w 1968 roku na powierzchni 14,61 ha. W 1989 roku powiększono go do 96,09 ha.

## Lokalizacja
Pod względem fizycznogeograficznym rezerwat znajduje się na styku mezoregionów Pojezierze Krajeńskie (314.69) i Dolina Środkowej Noteci (315.33). Zajmuje on wzniesienie moreny czołowej w sąsiedztwie północnego zbocza Pradoliny Toruńsko-Eberswaldzkiej.
Znajduje się na północ od linii kolejowej Bydgoszcz–Piła oraz ok. 1 km na zachód od miasta Osiek nad Notecią.
Rezerwat jest usytuowany na jednym z największych wzniesień na Pojezierzu Krajeńskim, tj. w kompleksie lasów pokrywających Dębową Górę (192 m n.p.m.).

## Charakterystyka
Celem ochrony w rezerwacie jest fragment lasu liściastego, w obrębie którego występują grądy i kwaśna dąbrowa. Głównymi gatunkami są: dąb szypułkowy, sosna zwyczajna, lipa drobnolistna oraz grab zwyczajny, brzoza brodawkowata, olcha. Wiek dębów oblicza się na 200–250 lat. Pięć z nich, szczególnie potężnych, posiada w obwodzie 300 cm. W warstwie podszytowej rośnie miejscami podrost dębowy.
Runo leśne budują cieniolubne gatunki, jak: charakterystyczna dla grądu gwiazdnica wielkokwiatowa, marzanka wonna, konwalijka dwulistna, konwalia majowa, szczawik zajęczy, przylaszczka pospolita, trawy i paprocie, borówka czernica oraz rzadki gatunek storczyka.

## Szlak rezerwatów
Wzdłuż Pradoliny Toruńsko-Eberswaldzkiej, a zwłaszcza jej północnej krawędzi, między Bydgoszczą a Wyrzyskiem znajduje się ciąg rezerwatów nadnoteckich. Począwszy od Bydgoszczy, można zwiedzić następujące rezerwaty:
1. Kruszyn (leśny),
2. Hedera (florystyczny),
3. Las Minikowski (leśny),
4. Łąki Ślesińskie (florystyczny, ornitologiczny),
5. Skarpy Ślesińskie (stepowy),
6. Borek (leśny),
7. Zielona Góra.

W najbliższym sąsiedztwie rezerwatu przebiega  dalekobieżny szlak turystyczny Bydgoszcz Prądy – Nakło nad Notecią – Osiek nad Notecią – Piła - Ostroróg (liczący około 260 km).

## Podstawa prawna
- Zarządzenie Ministra Leśnictwa i Przemysłu Drzewnego z dnia 4 listopada 1968 r. w sprawie uznania za rezerwat przyrody (M. P. z 1959 r. Nr 50, 346)
- Zarządzenie Ministra Ochrony Środowiska, Zasobów Naturalnych i Leśnictwa, Monitor Polski z 1989 r, Nr 17, Poz. 119
- Obwieszczenie Wojewody Wielkopolskiego z dn. 4.10.2001 r. w sprawie ogłoszenia wykazu rezerwatów przyrody utworzonych do dn. 31.12.1998 r.
- Zarządzenie Nr 33/11 Regionalnego Dyrektora Ochrony Środowiska w Poznaniu z dnia 1 września 2011 r. w sprawie rezerwatu przyrody „Zielona Góra”